# Erannis seminigraria
Erannis seminigraria là một loài bướm đêm trong họ Geometridae.